# 李德平
李德平（1926年11月4日—2025年3月16日），男，籍贯江苏兴化，生于北京，中国辐射物理、辐射防护及安全学家，中国辐射防护研究院研究员、名誉院长，中国核工业总公司科技委高级顾问。

## 生平
1948年毕业于清华大学物理系。1991年当选为中国科学院学部委员（院士）。
2025年3月16日17时52分在北京逝世。

## 家族
李德平是兴化李氏家族的成员。其父李继侗亦为中科院院士。